# محاولة انقلاب 1990 في زامبيا
في 1 يوليو 1990، وقعت محاولة انقلاب عسكري في زامبيا. لم يستمر الانقلاب أكثر من 6 ساعات ووقع بين الساعة 3 و9 صباحًا. عندما أعلن زعيم الانقلاب، الملازم موامبا لوتشيمبي من الجيش الزامبي، عبر هيئة الإذاعة الوطنية في زامبيا (ZNBC) أن الجيش قد استولى على الحكومة، وأشار إلى أنّ أعمال الشغب التي وقعت الأسبوع السابق كأسباب للانقلاب؛ حيث قُتل خلالها نحو 27 شخصا وجُرح أكثر من 100. على الرغم من فشل محاولة الانقلاب التي قام بها الملازم لوتشيمبي ضد الرئيس آنذاك كينيث كاوندا، إلا أنها أضعفت قوة كاوندا السياسية، والتي كانت مهتزة بالفعل بعد ثلاثة أيام من الشغب.